# Xã Newry, Quận Freeborn, Minnesota
Xã Newry (tiếng Anh: Newry Township) là một xã thuộc quận Freeborn, tiểu bang Minnesota, Hoa Kỳ. Năm 2010, dân số của xã này là 450 người.